# Temporada de furacões no oceano Atlântico de 1974
 A temporada de furacões no Atlântico de 1974 foi um evento no ciclo anual de formação de ciclones tropicais. A temporada começou em 1 de junho e terminou em 30 de novembro de 1974. Estas datas delimitam convencionalmente o período de cada ano quando a maioria dos ciclones tropicais tende a se formar na bacia do Atlântico.
A atividade da temporada de furacões no Atlântico de 1974 ficou dentro da média, com um total de 11 tempestades dotadas de nome e quatro furacões, sendo que dois destes atingiram a intensidade igual ou superior a um furacão de categoria 3 na escala de furacões de Saffir-Simpson.
No final de junho, a tempestade subtropical Um atingiu a Flórida, Estados Unidos, causando 10 milhões de dólares em danos e pelo menos três fatalidades. A tempestade tropical Alma foi uma de raros sistemas tropicais a atingir diretamente o norte da América do Sul. Alma causou pelo menos duas fatalidades em Trinidad e Tobago e 47 fatalidades indiretas quando provocou a queda de um avião na ilha de Margarita, ao largo da costa venezuelana. O furacão Carmen foi o furacão mais intenso da temporada e afetou boa parte do Caribe e atingiu a península de Iucatã como um intenso furacão. Dias mais tarde, Carmen atingiu a costa da Luisiana, Estados Unidos, praticamente coma mesma intensidade. O furacão causou pelo menos quatro fatalidades e 152 milhões de dólares em prejuízos. O furacão Fifi foi um dos mais mortíferos furacões de toda a história, após ter causado mais de 8.200 mortes em Honduras e mais de 1,8 bilhões de dólares em prejuízos.

## Sistemas

### Furacão Fifi
O Furacão Fifi (mais tarde conhecido como Furacão Orlene ) foi um ciclone tropical cataclísmico que matou mais de 8.210 pessoas em Honduras em setembro de 1974, classificando-o como o terceiro furacão atlântico mais mortal já registado, atrás apenas do furacão Mitch em 1998 e do furacão 1780. Fifi é também o primeiro furacão de mil milhões de dólares a não atingir a costa dos EUA. Originado de uma forte onda tropical em 14 de setembro, o sistema seguiu continuamente na direção oeste-noroeste através do Caribe oriental. Em 16 de setembro, a depressão intensificou-se para a tempestade tropical Fifi, na costa da Jamaica. A tempestade rapidamente se intensificou em um furacão na tarde seguinte e atingiu seu pico de intensidade em 18 de setembro como um forte furacão de categoria 2. Mantendo a intensidade do furacão, Fifi roçou a costa norte de Honduras antes de fazer landfall em Belize no dia seguinte. A tempestade enfraqueceu rapidamente após o desembarque, tornando-se uma depressão no final de 20 de setembro. Continuando para o oeste, o antigo furacão começou a interagir com outro sistema no Pacífico oriental.
No início de 22 de setembro, Fifi recuperou o status de tempestade tropical antes de se regenerar totalmente em um novo ciclone tropical, a tempestade tropical Orlene. Orlene viajou em um caminho arqueado em direção ao México enquanto se intensificava rapidamente para um furacão de categoria 2 antes do landfall. A tempestade enfraqueceu após o landfall e se dissipou totalmente durante a tarde de 24 de setembro sobre as montanhas do México. Ao longo de seu caminho, a Fifi impactou nove países, deixando mais de 8.200 mortes e US $ 1,8 mil milhões (1974 USD; $ 9.45 mil milhão 2021 USD) em danos. A maior parte das perdas de vidas e danos ocorreram em Honduras, onde as chuvas do furacão, com pico por volta de 610 mm (24 in), provocou inundações repentinas e deslizamentos de terra generalizados.
A depressão continuou a se organizar enquanto se voltava para o oeste e, no final de 16 de setembro, o sistema se intensificou na tempestade tropical Fifi, logo ao sul da Jamaica.  À medida que se movia para oeste, a tempestade se intensificou, atingindo o status de furacão aproximadamente 24 horas após ser nomeado  após a formação de uma feição da parede do olho. Naquela época, a tempestade era assimétrica, com ventos fortes se estendendo por até 100 mi (155 km) ao norte e até 50 mi (85 km) ao sul. A tempestade virou ligeiramente para sudoeste, e em 18 de setembro, Fifi atingiu seu pico de intensidade com ventos sustentados máximos de 180 km/h (110 mph) e uma pressão barométrica de 971 mbar (hPa; 971 mbar (28.7 inHg) ). Isso fez do Fifi um furacão de categoria 2 de ponta na escala de furacões de Saffir-Simpson,  que havia sido adotado no ano anterior. Por volta dessa época, o furacão quase dobrou de tamanho, com um diâmetro de vendaval cobrindo agora uma área de 300 mi (485 km) de diâmetro.
Embora no início da temporada o furacão Carmen tenha atingido o status de categoria 4 em um local semelhante, Fifi não conseguiu se intensificar ainda mais devido à sua proximidade com a terra. A maior parte da porção sul da circulação foi inibida pelas montanhas de Honduras ao passar em 32 km (20 mi) da costa. Fifi manteve sua intensidade de pico por cerca de 24 horas até que começou a enfraquecer pouco antes de fazer landfall perto de Placencia, Belize com ventos de 169 km/h (105 mph).  Depois de se mover para o interior, o furacão enfraqueceu para uma tempestade tropical e se deteriorou ainda mais em uma depressão tropical, uma vez que se mudou para o sudoeste do México no final de 20 de setembro.  Dois dias depois, o antigo furacão emergiu sobre as águas perto de Acapulco, no México, tornando-se o terceiro ciclone tropical conhecido a atravessar a América Central e entrar na bacia de furacões do nordeste do Pacífico. Quando voltou para águas abertas, Fifi voltou a atingir o status de tempestade tropical; no entanto, só manteve essa intensidade por 18 horas antes de ser renomeado para Orlene.  Há divergências entre as agências de previsão de ciclones tropicais quanto ao papel que a Fifi desempenhou no desenvolvimento de Orlene.

## Nomes das tempestades
Os nomes abaixo foram usados para dar nomes às tempestades que se formaram no Atlântico Norte em 1974.
| - Alma - Becky - Carmen - Dolly - Elaine - Fifi - Gertrude | - Hester (sem usar) - Ivy (sem usar) - Justine (sem usar) - Kathy (sem usar) - Linda (sem usar) - Marsha (sem usar) - Nelly (sem usar) | - Olga (sem usar) - Pearl (sem usar) - Roxanne (sem usar) - Sabrina (sem usar) - Thelma (sem usar) - Viola (sem usar) - Wilma (sem usar) |

Devido aos efeitos dos furacões Carmen e Fifi, seus nomes foram retirados.